# Tito Centi
Tito Sante Centi, O.P. (Segni, 30 ottobre 1915 – Fiesole, 18 maggio 2011), è stato un presbitero e filosofo italiano, uno dei massimi esperti della filosofia di Tommaso d'Aquino.

## Biografia
Tito Sante Centi nacque a Segni il 30 ottobre 1915. Entrato giovanissimo nell'Ordine Domenicano, emise la professione solenne il 6 ottobre 1933 e venne ordinato sacerdote il 16 giugno 1940. Nel 1943 si addottorò in Teologia presso l'Angelicum di Roma con padre Réginald Garrigou-Lagrange. Membro emerito della Pontificia accademia di San Tommaso d'Aquino, il 31 ottobre 2003 fu nominato Maestro in Sacra Teologia dal maestro generale dell'Ordine domenicano Carlos Azpiroz Costa.
Tito Centi ha collaborato con numerose testate cattoliche, tra le quali Il Timone.

## Opere
Tito Centi è noto soprattutto per le sue traduzioni in lingua italiana delle opere di Tommaso d'Aquino. Tra il 1950 e il 1974 ha curato per i tipi di Adriano Salani la prima traduzione integrale in italiano della Somma Teologica in 35 volumi. Ha tradotto e commentato anche la Summa contra Gentiles, il Commento al Vangelo di san Giovanni (in tre volumi, Città Nuova, Roma, 1992), il Compendio di Teologia, diversi opuscoli (Contra impugnantes Dei cultum et religionem, De perfectione spiritualis vitae etc.) e varie Questiones Disputatae. 
Oltre alla traduzione e al commento delle opere dell'Aquinate, Tito Centi si è occupato anche di altre importanti figure storiche appartenenti all'Ordine Domenicano, come Girolamo Savonarola e Beato Angelico. È stato membro della commissione storico-teologica incaricata di revisionare gli scritti di Savonarola e ne ha difeso l'ortodossia, dimostrando la falsità delle Lettere ai Principi a lui attribuite che avrebbero rivelato le sue intenzioni scismatiche e sostenendo che la scomunica inflittagli fosse illegittima e che la vera ragione della sua condanna fosse la sua opposizione alle politiche espansionistiche di papa Alessandro VI.

## Opere (selezione)
- Tommaso d'Aquino, La somma teologica, testo latino dell'edizione leonina, trad. e commento a cura dei Domenicani italiani, a cura di T.S. Centi, 35 voll., Salani, Firenze, 1949-1972, poi ESD, Bologna, 1984-85;
- San Tommaso d'Aquino, Somma contro i Gentili, UTET, Torino, 1975, a cura di Tito S. Centi, ISBN 8802026815;
- Catechismo Tridentino. Catechismo ad Uso dei Parroci Pubblicato dal Papa Pio V per Decreto del Concilio di Trento. Traduzione italiana a cura del P. Tito S. Centi, Edizioni Cantagalli, Siena, 1981, ISBN 88-8272-148-5;
- Frère Jérôme Savonarole, traduit de l'italien par Michel-Paul Monredon, introduction de Guy Bedouelle, CLD, Chambray, 1986, ISBN 2854431170;
- Girolamo Savonarola. Il frate che sconvolse Firenze, Città Nuova, Roma, 1988, ISBN 8831153110;
- La scomunica di Girolamo Savonarola. Santo e ribelle? Fatti e documenti per un giudizio, Ares, Milano, 1996, ISBN 8881551187;
- San Tommaso d'Aquino Compendio di Teologia e altri scritti, a cura di Tito S. Centi, Agostino Selva, UTET, Torino, 1997 (riedito nel 2001 e nel 2016, ISBN 978-88-511-4167-7);
- Il Beato Angelico. Fra Giovanni da Fiesole. Biografia critica, Edizioni Studio Domenicano, Bologna, 2003, ISBN 9788870944181;
- Inos Biffi, Tito S. Centi, Le altre due «Somme teologiche» di S. Tommaso d'Aquino, Edizioni Studio Domenicano, 2001, ISBN 887094428X;
- Le bienheureux Fra Angelico: Giovanni da Fiesole, Éditions du Cerf, Paris, 2005, traduzione di Jacques Mignon, ISBN 2204078468;
- Nel segno del sole. San Tommaso d'Aquino, Ares, Milano, 2008, ISBN 9788881554256.